# Babalon
 (janvier 2022).
Si vous disposez d'ouvrages ou d'articles de référence ou si vous connaissez des sites web de qualité traitant du thème abordé ici, merci de compléter l'article en donnant les références utiles à sa vérifiabilité et en les liant à la section « Notes et références ».
Babalon — connue aussi sous les épithètes la Femme écarlate, la Grande Mère ou la Mère des Abominations — est une déesse que l'on rencontre dans le système mystique de Thelema, exposé en 1904 par l'œuvre d'Aleister Crowley Le Livre de la Loi. Sous sa forme la plus abstraite, elle représente la pulsion sexuelle féminine et la femme libérée ; de même elle est aussi identifiée avec Mère Nature, dans son acception de fertilité. En plus de cela, Crowley considère que Babalon a un aspect terrestre, sous la forme d'un sacerdoce spirituel, qui pouvait être accompli par des femmes, de même qu'il s'identifiait à Therion (la Grande Bête), dont le devoir était de manifester les énergies de l'actuel Æon d'Horus.
Son parèdre est Chaos, le Père de la Vie, et l'aspect masculin du principe créateur. Parfois assimilée à la figure de Tiamat, Babalon est souvent décrite une épée à la ceinture et chevauchant la Bête biblique. On la considère souvent comme une prostituée sacrée, et son symbole principal est le Calice ou le Graal. Elle symbolise la sainte Marie Madeleine gnostique dominant la Bête à sept têtes. Elle est la femme écarlate, la grande prostituée de l'apocalypse; son esprit vient de Babylone,.
Crowley écrit dans son Livre de Thoth :

« Elle chevauche la bête ; dans sa main gauche, elle tient les rènes, représentant la passion qui les unit. Dans sa main droite, elle tient la coupe bien haut, le Saint Graal enflammé avec l'amour et la mort. Dans cette coupe sont entremêlés les éléments du sacrement de l'Aeon. »